# Żarnowo (powiat szczecinecki)
Żarnowo – osada w Polsce położona w województwie zachodniopomorskim, w powiecie szczecineckim, w gminie Grzmiąca.